# روي هندرسون
روي هندرسون (بالإنجليزية: Roy Henderson)‏ (7 يونيو 1923 - 16 يناير 1997) هو لاعب كرة قدم بريطاني (وحمل سابقاً جنسية المملكة المتحدة لبريطانيا العظمى وأيرلندا) في مركز حراسة المرمى. لعب مع كوين أوف ساوث.